# Don Giovanni (film 1970)
Don Giovanni è un film del 1970, terzo lungometraggio scritto, diretto ed interpretato da Carmelo Bene, tratto dalla novella di Barbey d'Aurevilly.
Nel mese di maggio è stato presentato nella Quinzaine des Réalisateurs al 23º Festival di Cannes, e il 29 agosto a Venezia; fu poi presentato in Germania e a Parigi.

## Caratteristiche del film
Il film, costato pochi milioni di lire, è girato in uno spazio interno molto angusto. Il montaggio consistette nell'elaborare una grande quantità di inquadrature, di cui diverse talmente brevi, dell'ordine di pochi fotogrammi, da essere percepibili solo a livello subliminale. Don Giovanni inizia con una scena in bianco e nero (inframezzata da due fotogrammi colorati) e poi prosegue a colori. Carmelo Bene scrive nella sua Vita:
"Don Giovanni è arte fatta a pezzi, musica a brani. [...] Don Giovanni è un trattato sulla morte, sulla putrefazione dei morti ancora viventi. È il momento più lirico del mio cinema."

## Accoglienza del film
Il Don Giovanni di Carmelo Bene fu accolto molto bene sia dalla critica francese che da quella italiana, come quella di Alberto Moravia e di Goffredo Fofi. Non ebbe comunque successo commerciale, e si sommò così ai precedenti identici insuccessi: Nostra Signora dei Turchi e Capricci.

## Trama e contenuti
La "trama" del Don Giovanni è incentrata sulla ricerca forsennata del protagonista atta a sedurre un'adolescente dispettosa, baciapile e di brutto aspetto, figlia dell'amante, consenziente, usando a questo scopo ogni espediente, riproponendo anche un teatro delle marionette, tratto dal Pinocchio, arrivando ad assumere le fattezze salvifiche del redentore, ma ogni volontà sembra negata...
Il film inizia con uno sfondo buio dove appaiono scritti in sequenza gli otto versi delle due quartine del sonetto (n. 123) di William Shakespeare:
Subentra dunque Don Giovanni seduto a una tavola imbandita di tutto punto con la musica dell'opera di Mozart e la voce fuori campo che declama: "aveva fatto la scoperta più impopolare: che la realtà si differenzia dal mito nell'ambito del quale non è mai del tutto finita". Seguono altre citazioni o commenti in inglese, in spagnolo, in italiano e in francese, che di tanto in tanto si manifestano nella voce fuori campo in diverse sequenze del film.
Bisogna considerare che la "storia" viene disattesa dal montaggio frenetico delle immagini, degradate già dalla gonfiatura da 16 a 35 mm, che taglia ogni possibile via libera all'azione o all'agire, e di pari passo l'aspettativa della suspense viene sempre rinviata o sospesa. Viene a crearsi un effetto stroboscopico, in cui l'agire sembra contraddirsi o negarsi, nel gioco delle inquadrature, perseguendo il suo esatto contrario, come per es. nell'ultima scena dove l'intento di Don Giovanni sembra regredire al suo stato iniziale. La musica, giocata in asincrono, contribuisce a sua volta non a sottolineare, ma a smentire e disattendere il phatos della "trama". Similmente alla musica, anche la pittura subentra a volte nelle sequenze del film a rendere il tutto inattendibile, con l'amante (interpretata da Lydia Mancinelli) che di volta in volta assume posture di figure di alcuni dipinti famosi come la Venere allo specchio di Velazquez.
Alla fine, dopo vari sotterfugi, Don Giovanni sembra riesca, in un cruento assalto, a ottenere il suo tanto agognato obiettivo; vediamo dunque la ragazzina singhiozzante, con le lacrime agli occhi, raccontare (non senza difficoltà) alla madre dell'accaduto, di essere poi rimasta incinta... Don Giovanni frantuma lo specchio e in lingua inglese sentiamo fuori campo la frase borghesiana: "gli specchi, e la copula, sono abominevoli, poiché moltiplicano il numero degli uomini". Questi mille frammenti di specchio restituiscono una molteplicità di riflessi del reale, in contraddizione con la tragicità univoca dell'evento o di una qualsiasi sua possibile interpretazione.